# Бурбон-л'Аршамбо
Бурбо́н-л'Аршамбо́ (фр. Bourbon-l'Archambault) — муніципалітет у Франції, у регіоні Овернь-Рона-Альпи, департамент Альє. Це історичний центр провінції Бурбонне. Населення — 2554 особи (01.01.2021).
Згідно з переписом населення становило 2558 осіб (2011).
Муніципалітет розташований на відстані близько 260 км на південь від Парижа, 90 км на північ від Клермон-Феррана, 22 км на захід від Мулена.

## Гідрографія
У Бурбон-л'Аршамбо є ставок, що розташований у підніжжя фортеці Бурбон-л'Аршамбо. Його наповнюють невеликі місцеві річки Бурдж, Шамарон і Понт-де-Бріар.

## Топоніміка
Топонім Бурбон походить від теоніма Борво (також відомого під назвами Bormo, Boramus або Borvoni), бога-цілителя галльської кельтської міфології, пов’язаного з водою та термальними джерелами.

## Історія
Стародавня агломерація Бурбона була на території Бітурігеса і залежала в той час від Буржа. Місто перетинають кілька римських доріг, що з'єднують Бурж з Отеном, Ліоном і Клермон-Ферраном. Сліди античного храму, присвяченого Аполлону (на місці церкви Сен-Жорж). Колишня столиця Бурбонської сеньйорії (до Мулена), місто дало назву своїм сеньорам, дев’ять з яких носили ім’я Аршамбо, протягом періоду, який тривав з десятого по дванадцяте століття (перший жив у 959 році; другий у 1018 р.; 3-й у 1064 р.; 4-й у 1075 р.; 5-й у 1096 р.; 6-й у 1099 р.; 7-й у 1177 р.; 8-й у 1200 р.; 9-й у 1249 р.). Місто було обдароване потужною фортецею (фортеця Бурбон-л'Аршамбо), прикрашеною п'ятнадцятьма вежами. Його використовували до п'ятнадцятого століття. У 17 столітті знову були відкрили термальні джерела, які діють і сьогодні. У XIX столітті фортеця була майже повністю зруйнована. На щастя, три вежі вдалося врятувати завдяки діям поета Ахілла Альє. Під час Французької революції місто отримало назву Бурж-ле-Бен, на честь невеликої річки, що перетинає місто, і термальних джерел, які створили йому репутацію.
До 2015 року муніципалітет перебував у складі регіону Овернь. Від 1 січня 2016 року належить до нового об'єднаного регіону Овернь-Рона-Альпи.

## Термальні джерела
У  XIII столітті «лазні» Бурбона, включаючи вапоріум, були найвідомішими у той час. З часів римлян, які присвятили його води богу Борво, від якого пізніше походить назва міста, терми Бурбона були дуже популярними у стародавній Франції; поети та лікарі оспівували їх ефективність. Лікар Жан Обері відзначав їх латинською та французькою мовами, і нарешті вчений Ісаак Котьє написав, як і Жан Паскаль, спеціальний трактат, щоб продемонструвати, що води Бурбону були найвідвідуванішими у Франції. Те, що він не перебільшував, доводить те, що найвидатніші дами сімнадцятого століття, принцеса Конті, мадам де Севіньє та мадам де Монтеспан, приїздили до Бурбона; на честь останньої там навіть висадили алею, яка зберіглася і донині.

## Демографія
Динаміка населення (INSEE ):
Розподіл населення за віком та статтю (2006):
| Стать | Всього | До 15 років | 15-24 | 25-44 | 45-64 | 65-85 | Понад 85 |
| --- | ------ | ----------- | ----- | ----- | ----- | ----- | -------- |
| Чоловіки | 1143   | 176         | 121   | 275   | 324   | 223   | 24       |
| Жінки | 1470   | 209         | 126   | 335   | 284   | 378   | 138      |
| \| Статево-вікова піраміда \| Статево-вікова піраміда \| Статево-вікова піраміда \| \| ----------------------- \| ----------------------- \| ----------------------- \| \| Чоловіки \| Вік \| Жінки \| \| 24 \| 85 + \| 138 \| \| 61 \| 80-84 \| 75 \| \| 50 \| 75-79 \| 133 \| \| 54 \| 70-74 \| 79 \| \| 58 \| 65-69 \| 91 \| \| 71 \| 60-64 \| 42 \| \| 95 \| 55-59 \| 91 \| \| 61 \| 50-54 \| 54 \| \| 97 \| 45-49 \| 97 \| \| 64 \| 40-44 \| 98 \| \| 84 \| 35-39 \| 88 \| \| 69 \| 30-34 \| 84 \| \| 58 \| 25-29 \| 65 \| \| 61 \| 20-24 \| 62 \| \| 60 \| 15-20 \| 64 \| \| 58 \| 10-14 \| 67 \| \| 43 \| 5-9 \| 82 \| \| 75 \| 0-4 \| 60 \| |        |             |       |       |       |       |          |
| Статево-вікова піраміда |        |             |       |       |       |       |          |
| Чоловіки | Вік    | Жінки       |       |       |       |       |          |
| 24 | 85 +   | 138         |       |       |       |       |          |
| 61 | 80-84  | 75          |       |       |       |       |          |
| 50 | 75-79  | 133         |       |       |       |       |          |
| 54 | 70-74  | 79          |       |       |       |       |          |
| 58 | 65-69  | 91          |       |       |       |       |          |
| 71 | 60-64  | 42          |       |       |       |       |          |
| 95 | 55-59  | 91          |       |       |       |       |          |
| 61 | 50-54  | 54          |       |       |       |       |          |
| 97 | 45-49  | 97          |       |       |       |       |          |
| 64 | 40-44  | 98          |       |       |       |       |          |
| 84 | 35-39  | 88          |       |       |       |       |          |
| 69 | 30-34  | 84          |       |       |       |       |          |
| 58 | 25-29  | 65          |       |       |       |       |          |
| 61 | 20-24  | 62          |       |       |       |       |          |
| 60 | 15-20  | 64          |       |       |       |       |          |
| 58 | 10-14  | 67          |       |       |       |       |          |
| 43 | 5-9    | 82          |       |       |       |       |          |
| 75 | 0-4    | 60          |       |       |       |       |          |

## Економіка
2010 року серед 1479 осіб працездатного віку (15—64 років) 1046 були активними, 433 — неактивними (показник активності 70,7%, у 1999 році було 69,5%). З 1046 активних мешканців працювали 953 особи (478 чоловіків та 475 жінок), безробітними було 93 (47 чоловіків та 46 жінок). Серед 433 неактивних 75 осіб було учнями чи студентами, 204 — пенсіонерами, 154 були неактивними з інших причин.

У 2010 році у муніципалітеті числилось 1152 оподатковані домогосподарства, у яких проживали 2401,0 особи, медіана доходів виносила 17 652 євро на одного особоспоживача.